# Рудник (квартал на Бургас)
Вижте пояснителната страница за други значения на Рудник.
Рудник е бивше село в община Бургас, област Бургас, днес квартал на Бургас. Старото му име е Ходжамар.

## География
Кварталът се намира на 15 km от центъра на Бургас.

## История
Днешното село със старо име Ходжамар се смята, че съществува от около 1781 г. Възникнало е на мястото на тракийско селище от късножелязната епоха в местността „Дермендере“. Намерена е колективна находка от сребърни монети – тетрадрахпи от Месамбрия, Византиен и Одесос от втората половина на II век и първата половина на I век пр.н.е., когато Южното черноморие е било завладяно от легионите на римския проконсул Марко Лукел. Разкрити са и части на античния водопровод Анхиало – Несебър, захранван от местността „Башбунар“. На някои места той е открит още по време на османската власт, а другаде от пороища и съвременници.
В летописната книга на училището се споменава най-първото и старо име на село Рудник – Ходжамар. Днес старите хора твърдят, че носи името на хаджи Юмер – първия заселник по тия места.
Близостта на селото до блатото е създавала условия за развитието на малария, а преминаващите керванджии „черкези“ и башибозуци са ограбвали населението. Това налага преместването на селото на сегашното място – на 100 m надморска височина.
На юг от селото се намира т.нар. „Римски мост“, който е имал важно стратегическо значение в миналото – осъществявал е връзката за стокообмен между Анхиало и Несебър и населените места от вътрешността на страната.
Най-старите заселници идват тук през 1840 -1850 г. от село Дрянковец. Преди освобождението се заселват двама –трима кръчмари до мандрата, градските семейства – Теоловци, Ахиле Которов, Тома Михов, Паскал Чорбаджи и др. През 1903 г. прииждат от Ичера и Медвен гурбетчии, които се заселват тук. През 1921 г. с откриването на мината идват преселници от различни краища на страната. Особено голяма е Чирпанската група, заселила се през 1924 – 1925 г.
През 1935 година с постановление се узаконява името Рудник, което отговаря на името на голямото рудно находище в землището.
Основния поминък на руднишкото население е било скотовъдството.
Българско училище е имало от 1879 година и то се е помещавало в сазена къща. Обучението се е водело на килийни методи на църковно славянски език. Учителите са били пазарени от Димитровден до Георгьовден, като им се заплащало в натура и им се осигурявала храна от населението. Първият учител е бил Димитър Бакалов. През 1960 г. е построено второ училище – НУ „Стоян Димов“, което по късно е преименувано в „Д-р Петър Берон“. Детската градина е построена през 1984 г. На 27 март 1927 г. е основано читалището в Рудник.
В двете училища на Рудник се обучават около 400 ученика, а в детската градина около 70 деца. Населението надхвърля 4000 души, което прави Рудник най-голямото съставно селище на община Бургас.
Първият кмет след 1944 г. е Сотир Христов. През 1991 г. при първите демократични избори, за кмет е избран Илия Канев, а понастоящем кмет на Рудник е Коста Иванов.
През 2015 г. селото е присъединено към град Бургас.

## Население

### Етнически състав
Преброяване на населението през 2011 г.
Численост и дял на етническите групи според преброяването на населението през 2011 г.:
|                     | Численост |
| Общо                | 3507      |
| Българи             | 1030      |
| Турци               | 1494      |
| Цигани              | 3         |
| Други               | 7         |
| Не се самоопределят | 28        |
| Неотговорили        | 945       |

## Забележителности
- Парк „Айше чешма“
- В близост до квартала се намира Зоопарк Бургас.

## Транспорт
Между Рудник и Бургас пътува линия на градския транспорт (автобус № 6) на интервал от 20 минути до час и половина.